# 金沢地方検察庁
金沢地方検察庁（かなざわちほうけんさつちょう）は、石川県金沢市にある日本の地方検察庁の一つで、石川県を管轄している。略称は、金沢地検（かなざわちけん）。小松、七尾、輪島に支部を置いている。

## 所在地
- 本庁 - 金沢市大手町6-15 金沢法務合同庁舎　北緯36度34分4秒 東経136度39分47.1秒 / 北緯36.56778度 東経136.663083度
北陸新幹線・IRいしかわ鉄道線 金沢駅から徒歩約25分
北陸鉄道浅野川線 北鉄金沢駅から徒歩約25分
北陸鉄道バス「兼六園下」バス停から徒歩約5分
西日本JRバス「兼六元町」バス停から徒歩約1分
北陸鉄道バス・西日本JRバス「橋場町」バス停から徒歩約5分
北陸鉄道バス・西日本JRバス「尾張町」バス停から徒歩約6分
北陸鉄道バス・西日本JRバス「武蔵ケ辻」バス停から徒歩約13分
- 小松支部 - 小松市小馬出町12番地 小松法務合同庁舎　北緯36度24分24.4秒 東経136度26分53.3秒 / 北緯36.406778度 東経136.448139度
北陸新幹線・IRいしかわ鉄道線 小松駅から徒歩約15分
北鉄加賀バス「西町」バス停から約2分
- 七尾支部 - 七尾市馬出町ハ部1　北緯37度2分43.4秒 東経136度57分40.9秒 / 北緯37.045389度 東経136.961361度
JR七尾線・のと鉄道七尾線 七尾駅から徒歩7分
北鉄能登バス「小丸山公園下」バス停から徒歩5分
- 輪島支部 - 輪島市河井町15部90　北緯37度23分29.6秒 東経136度54分23.9秒 / 北緯37.391556度 東経136.906639度
北鉄奥能登バス「輪島駅前」バス停から徒歩7分

## 管轄
- 本庁
  - 金沢区検察庁（金沢市、かほく市、白山市、野々市市、河北郡）
- 小松支部
  - 小松区検察庁（小松市、加賀市、能美市、能美郡）
- 七尾支部
  - 七尾区検察庁（七尾市、羽咋市、羽咋郡、鹿島郡）
- 輪島支部
  - 輪島区検察庁（輪島市、鳳珠郡穴水町）
  - 珠洲区検察庁（珠洲市、鳳珠郡能登町）